# Magical Mystery Tour
Ha az azonos című filmre kíváncsi: Magical Mystery Tour (film).
Ha a dalra: Magical Mystery Tour (dal).
1967. december 8-án (az USA-ban november 27-én) jelent meg a Beatles Magical Mystery Tour című albuma, illetve az Egyesült Királyságban dupla középlemeze. Az album dalait egy rendkívül kreatív 18 hónapos időszak végén vették fel.
Az azonos című filmet 1967. december 26-án mutatták be a BBC1-en (fekete-fehér változat), majd néhány nappal később a BBC2-n is leadták, már színes változatban. Mivel a nézők és a kritikusok általában negatív véleménnyel voltak a filmről, az amerikai televízióadók nem is tűzték műsorukra. Az amerikai mozikban csak 1976-ban, éjszakai előadások keretében mutatták be, de kollégiumi körökben már korábban nagy népszerűségre tett szert.

## A történet
A Sgt. Pepper’s Lonely Hearts Club Band elkészülte után Paul McCartney filmet akart készíteni a Beatlesről és zenéjükről. A filmhez nem akart forgatókönyvet használni: „mindennapi” emberek (köztük John Lennon nagybátyja, Charlie) egy kirándulóbusszal járták volna a vidéket, és előre meg nem határozott „mágikus” kalandokban vettek volna részt. A terv hasonlított Ken Kesey Merry Pranksters nevű csoportjának kalandjaira.
A filmet leforgatták, de a várt „varázslat” elmaradt. A forgatás alatt egyre több autó követte a feliratos buszt, mert az emberek tudni akarták, hogy az utasok mit csinálnak. Végül egy mozgó forgalmi dugó alakult ki. A dolognak Lennon vetett véget, aki dühében leszaggatta a feliratokat a busz oldaláról.
A Magical Mystery Tour volt a Beatles első filmje, amit menedzserük, Brian Epstein halála után készítettek. Sokak szerint Epstein hiánya vezetett a projekt túlzottan „spontán” jellegéhez (sem forgatókönyvet, sem profi rendezőt nem használtak). 1967 karácsonyán a BBC kétszer is leadta a filmet, de a kritikusok nem lelkesedtek érte; azóta viszont több filmrendező is dicsérte (például Steven Spielberg).
A filmzenealbumot sokkal kedvezőbben fogadták, 1968-ban Grammy-díjra is jelölték a legjobb album kategóriában. Az Egyesült Királyságban 1967. december 8-án jelent meg dupla középlemez formátumban. Az amerikai kiadás 1967. november 27-én jelent meg nagylemezen; borítóján a dupla középlemez képe látható narancssárga keretben, alul és felül a dalok címeivel. A Capitol Records azért döntött egy hagyományos album kiadása mellett, mert az USA-ban a középlemezek nem voltak annyira népszerűek, mint az Egyesült Királyságban. Az album első oldalán a filmben elhangzó dalok, második oldalán pedig az 1967-ben megjelent kislemezek A- és B-oldalai szerepeltek.
Az első oldalon (vagyis a dupla középlemezen) szereplő dalok a pszichedelikus rock legjobb felvételei közé tartoznak: a vidám címadó dalt George Harrison Blue Jay Way című dala követi; McCartney két dala szerepel a filmben: a vágyakozó The Fool on the Hill és a nosztalgikus Your Mother Should Know; a Flying egyike a Beatles három instrumentális felvételének (az első az 1961-ben felvett Cry for a Shadow, a másik a Rubber Soul felvétele idején készült 12-Bar Original).
Az első oldal záródala, az I Am the Walrus a Beatles egyik legmegdöbbentőbb, avantgárd darabja. A látszólag véletlenül egymás mellé dobált szavakból álló szöveg Lennon cinikus válasza volt korábbi iskolája, a Quarry Bank High School egyik angoltanárának, aki óráin a Beatles szövegeit elemezte diákjaival.
A második oldalra az albumon ki nem adott kislemezek kerültek. Hogy időben megjelenhessen az album, a Capitol Records ahelyett, hogy megvárta volna a sztereó mesterszalagokat, egy szimulátorral az eredeti monó szalagokat használta fel. Ennek ellenére a látszólag találomra összeválogatott dalok a zenekar kreatív csúcsát jelképezik.
Ezek közül a legfontosabb két önéletrajzi ihletésű dal: Lennon Strawberry Fields Foreverje és McCartney Penny Lane-je. A dalok a zenekar első 1967-es, dupla A-oldalas kislemezén jelentek meg. A Strawberry Fields Lennon gyermekkori emlékeinek sötét, zaklatott felidézése, míg a Penny Lane alapjában ugyanezt a témát járja körül vidámabb, poposabb hangulatban. A két dalt a Sgt. Pepper’s Lonely Hearts Club Band munkálatainak kezdetén vették fel, de az EMI új kislemezt várt a zenekartól, így le kellett hagyni őket az albumról. Ezt a döntést George Martin a mai napig bánja.

## Az album dalai (LP, CD)
Minden dalt John Lennon és Paul McCartney írt, kivéve, ahol jelölve van.
1. Magical Mystery Tour – 2:51
2. The Fool on the Hill – 3:00
3. Flying (John Lennon, Paul McCartney, George Harrison,  Ringo Starr) – 2:16
4. Blue Jay Way (George Harrison) – 3:56
5. Your Mother Should Know – 2:29
6. I Am the Walrus – 4:37
7. Hello, Goodbye – 3:31
8. Strawberry Fields Forever – 4:10
9. Penny Lane – 3:03
10. Baby You’re a Rich Man – 3:03
11. All You Need is Love – 3:48

## Az album dalai (dupla EP)

### 1. lemez
1. Magical Mystery Tour – 2:51
2. Your Mother Should Know – 2:29
3. I Am the Walrus – 4:37

### 2. lemez
1. The Fool on the Hill – 3:00
2. Flying (John Lennon, Paul McCartney, George Harrison,  Ringo Starr) – 2:16
3. Blue Jay Way (George Harrison) – 3:56

## Kiadások
| Ország                     | Dátum              | Kiadó                          | Formátum                 | Katalógus     |
| Egyesült Királyság         | 1967. december 8.  | Parlophone                     | Monó dupla középlemez    | MMT 1         |
|                            |                    |                                | Sztereó dupla középlemez | SMMT 1        |
| USA                        | 1967. november 27. | Capitol Records                | Monó nagylemez           | MAL 2835      |
|                            |                    |                                | Sztereó nagylemez        | SMAL 2835     |
| Egyesült Királyság         | 1976. november 19. | Apple Records, Parlophone      | nagylemez                | PCTC 255      |
| Új kiadás az egész világon | 1987. augusztus 8. | Apple Records, Parlophone, EMI | CD                       | CDP 7 48062 2 |
| Japán                      | 1998. március 11.  | Toshiba-EMI                    | CD                       | TOCP 51124    |
| Japán                      | 2004. január 21.   | Toshiba-EMI                    | Újrakevert nagylemez     | TOJP 60144    |

### Felvételi részletek
Egy rövid áttekintés a felvételekről a dalok felvételi sorrendjében:
- Strawberry Fields Forever. Első felvételi nap: 1966. november 24. az Abbey Road Studios 2. stúdiójában. Írta: John. Ének: John. Producer: George Martin. Hangmérnök: Geoff Emerick.
- Penny Lane. Első felvételi nap: 1966. december 29. az Abbey Road Studios 2. stúdiójában. Írta: Paul és John. Ének: Paul. Producer: George Martin. Hangmérnök: Geoff Emerick.
- Magical Mystery Tour. Első felvételi nap: 1967. április 25. az Abbey Road Studios 3. stúdiójában. Írta: Paul. Ének: Paul. Producer: George Martin. Hangmérnök: Geoff Emerick.
- Baby You’re a Rich Man. Első felvételi nap: 1967. május 11. az Olympic Studiosban. Írta: John és Paul. Ének: John. Producer: George Martin. Hangmérnök: Keith Grant.
- All You Need is Love. Első felvételi nap: 1967. június 14. az Olympic Studiosban. Írta: John. Ének: John. Producer: George Martin. Hangmérnök: Eddie Kramer, Geoff Emerick.
- Your Mother Should Know. Első felvételi nap: 1967. augusztus 22. a Chappell Studiosban. Írta: Paul. Ének: Paul. Producer: George Martin. Hangmérnök: John Timperley, Geoff Emerick, Ken Scott.
- I Am the Walrus. Első felvételi nap: 1967. szeptember 5. az Abbey Road Studios 1. stúdiójában. Írta: John. Ének: John. Producer: George Martin. Hangmérnök: Geoff Emerick.
- Blue Jay Way. Első felvételi nap: 1967. szeptember 6. az Abbey Road Studios 2. stúdiójában. Írta: George. Ének: George. Producer: George Martin. Hangmérnök: Geoff Emerick.
- Flying. Első felvételi nap: 1967. szeptember 8. az Abbey Road Studios 3. stúdiójában. Írta: John, Paul, George és Ringo. Ének: John, Paul, George és Ringo. Producer: George Martin. Hangmérnök: Geoff Emerick, Ken Scott.
- The Fool on the Hill. Első felvételi nap: 1967. szeptember 25. az Abbey Road Studios 2. stúdiójában. Írta: Paul. Ének: Paul. Producer: George Martin. Hangmérnök: Geoff Emerick, Ken Scott.
- Hello, Goodbye. Első felvételi nap: 1967. október 2. az Abbey Road Studios 2. stúdiójában. Írta: Paul. Ének: Paul. Producer: George Martin. Hangmérnök: Ken Scott, Geoff Emerick.